# Ophthalmis bambucina
Ophthalmis bambucina là một loài bướm đêm trong họ Noctuidae.